# 1278

## Esdeveniments
- Moviment popular a Bulgària dirigit per Ivailo[1]
- Pareatge d'Andorra: Se signa el primer pareatge entre el Bisbe d'Urgell i el Comte de Foix, en conseqüència neix el Principat d'Andorra
- Es condemna Roger Bacon per heretgia[2]